# Alpen-Edelweiß
Das Alpen-Edelweiß (Leontopodium nivale) ist eine Pflanzenart aus der Gattung Leontopodium (Edelweiß) innerhalb der Familie der Korbblütler (Asteraceae). Es ist eine der bekanntesten und symbolträchtigsten Alpenblumen.

## Beschreibung

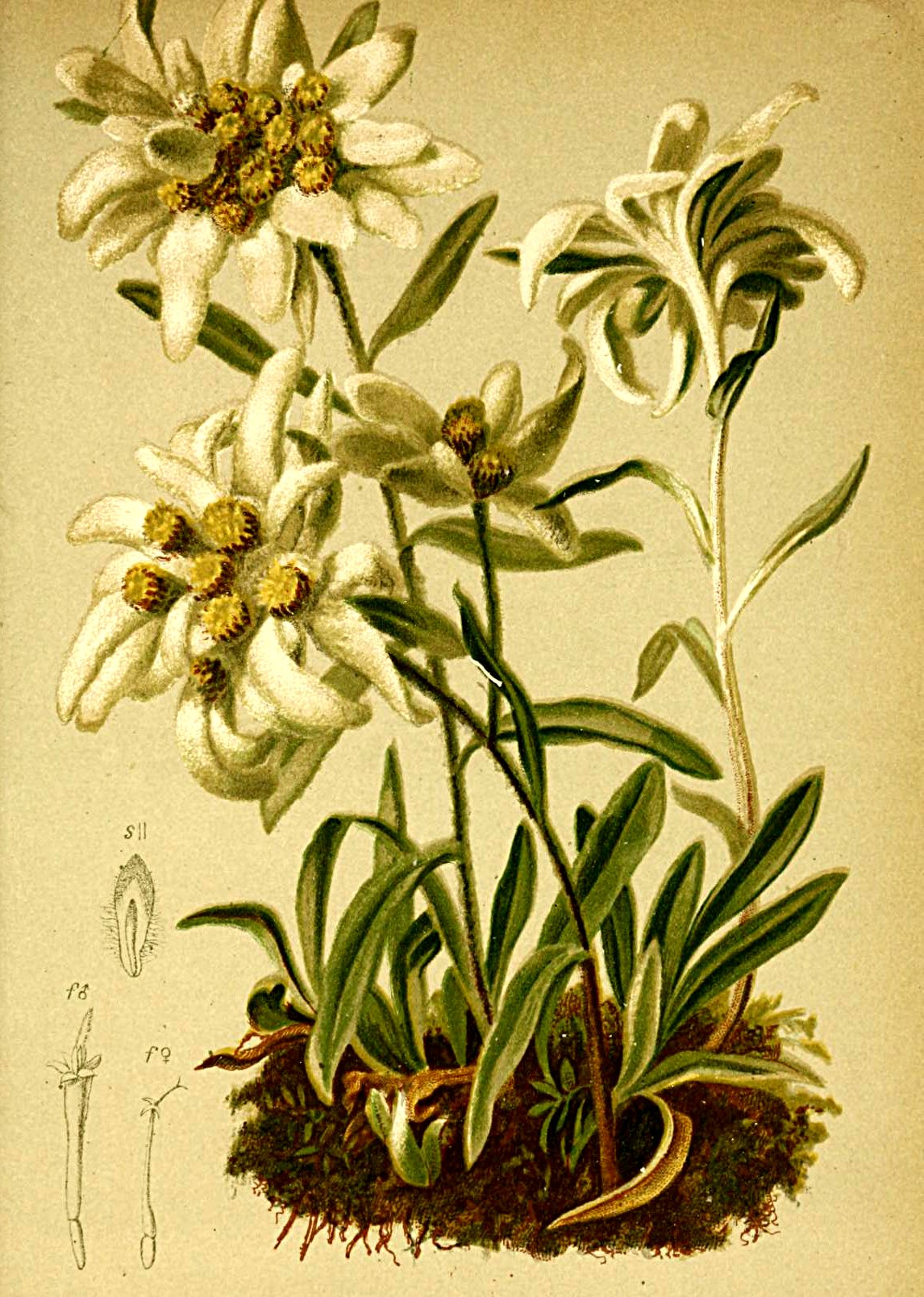
Illustration des Alpen-Edelweiß (Leontopodium nivale subsp. alpinum)

### Vegetative Merkmale des Weißen Alpen-Edelweiß (Leontopodium nivalesubsp.nivale)
Das Alpen-Edelweiß ist eine überwinternd grüne, ausdauernde krautige Pflanze, die Wuchshöhen von 1 bis über 20 Zentimetern erreicht. Die oberirdischen Pflanzenteile sind wollig-weißfilzig, wobei die schmal lanzettlichen, etwa 5 Zentimeter langen Laubblätter je nach Unterart entweder an der Unterseite, oder auf beiden Seiten stark behaart sind. Sie wächst in Form einer kleinen Rosette. Die Blüten bestehen aus einem dichten, weißen Blütenstand, der von schmalen, lanzenförmigen Hüllblättern umgeben ist, die oft als "Edelweißblüten" bezeichnet werden. 

### Generative Merkmale
Die Blütezeit reicht von Juli bis September. Fünf bis fünfzehn weiß glänzende Hochblätter formen einen mehrzackigen Stern und umgeben den eigentlichen Blütenstand. Die zwei bis zwölf gleichartigen körbchenförmigen Teilblütenstände enthalten jeweils 60 bis 80 weißgelbe Röhrenblüten. Die sehr schmalen Röhrenblüten am Rand sind weiblich. Sie werden auch Fadenblüten genannt. Weiter einwärts stehen größere männliche Röhrenblüten. Da der funktionslose Griffel noch vorhanden ist, können die Blüten zwittrig erscheinen.
Es werden Achänen gebildet.
Die Chromosomenzahl beträgt 2n = 48 oder 52.

## Ökologie

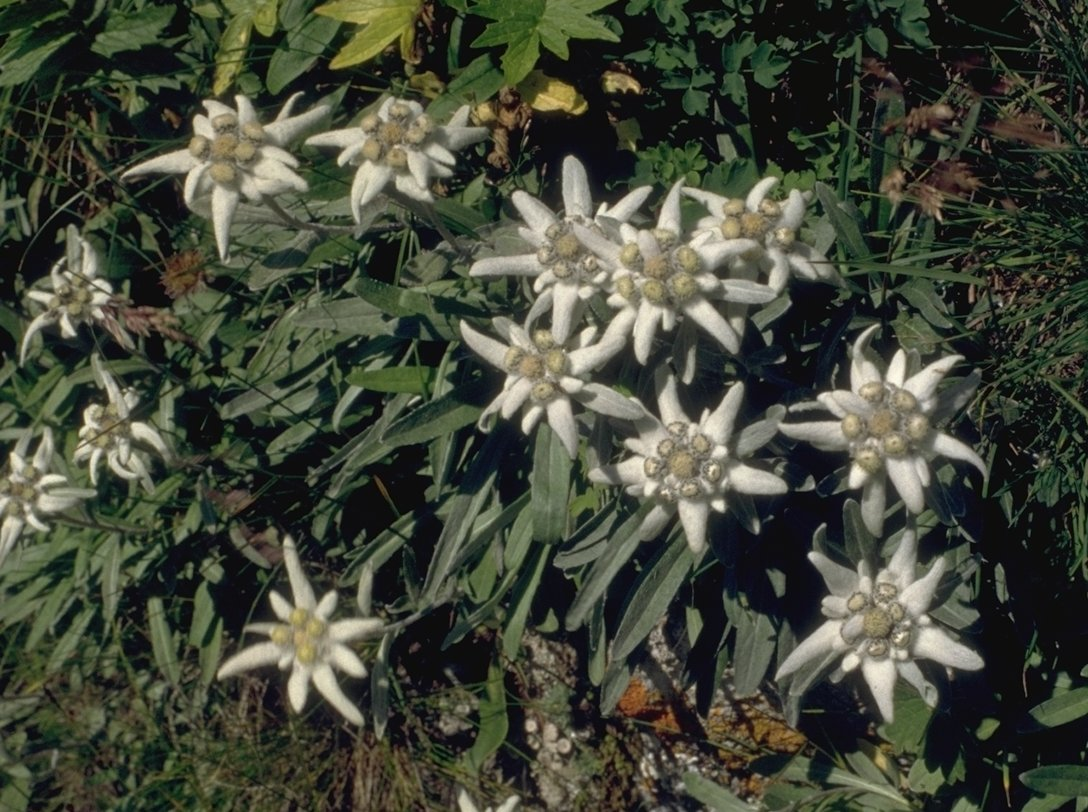
Alpen-Edelweiß (Leontopodium nivale subsp. alpinum) auf der Höfats im Allgäu

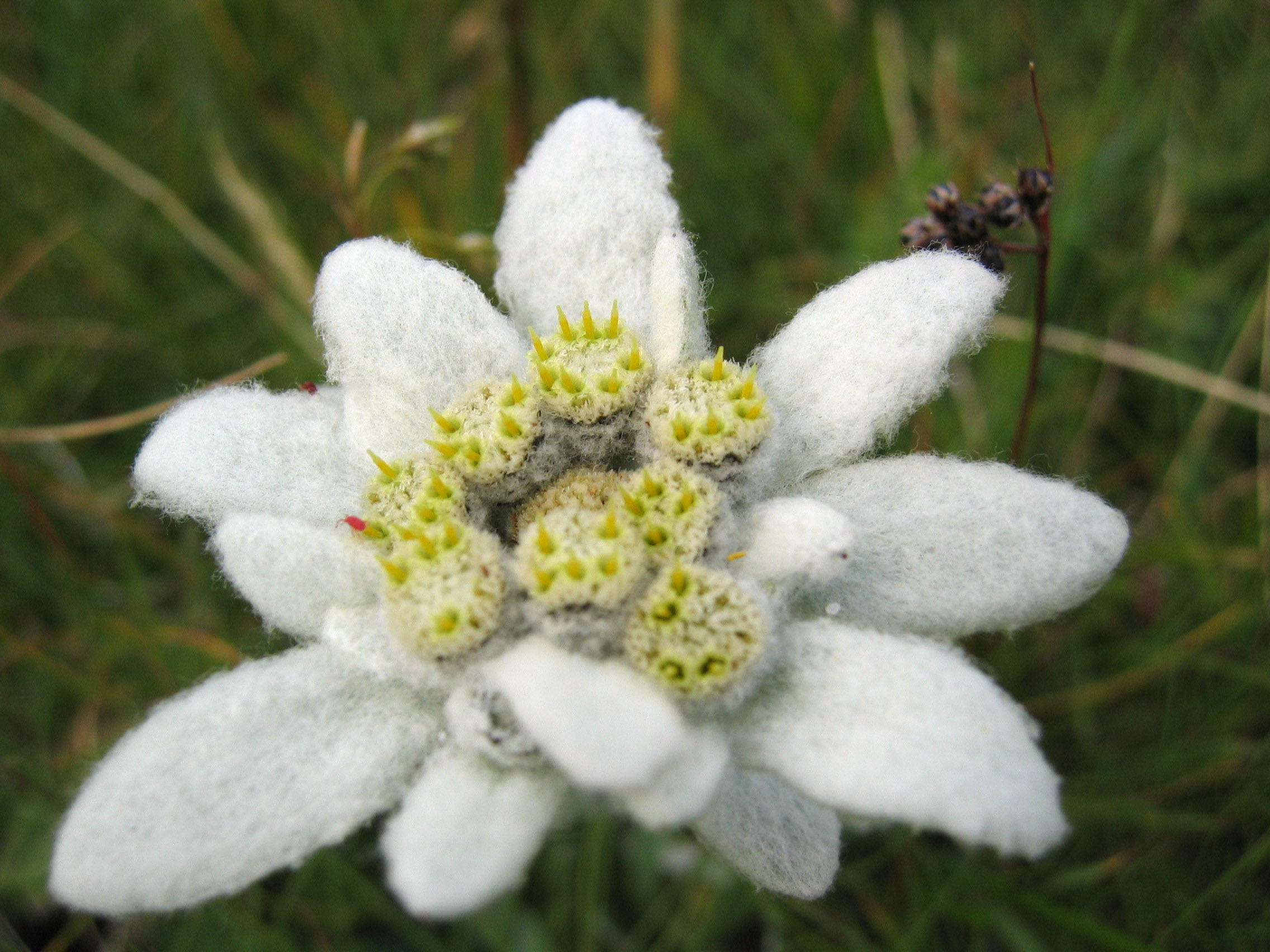
Detailaufnahme des Blütenstands mit weißen Hochblättern, die oft für die eigentliche Blüte gehalten werden

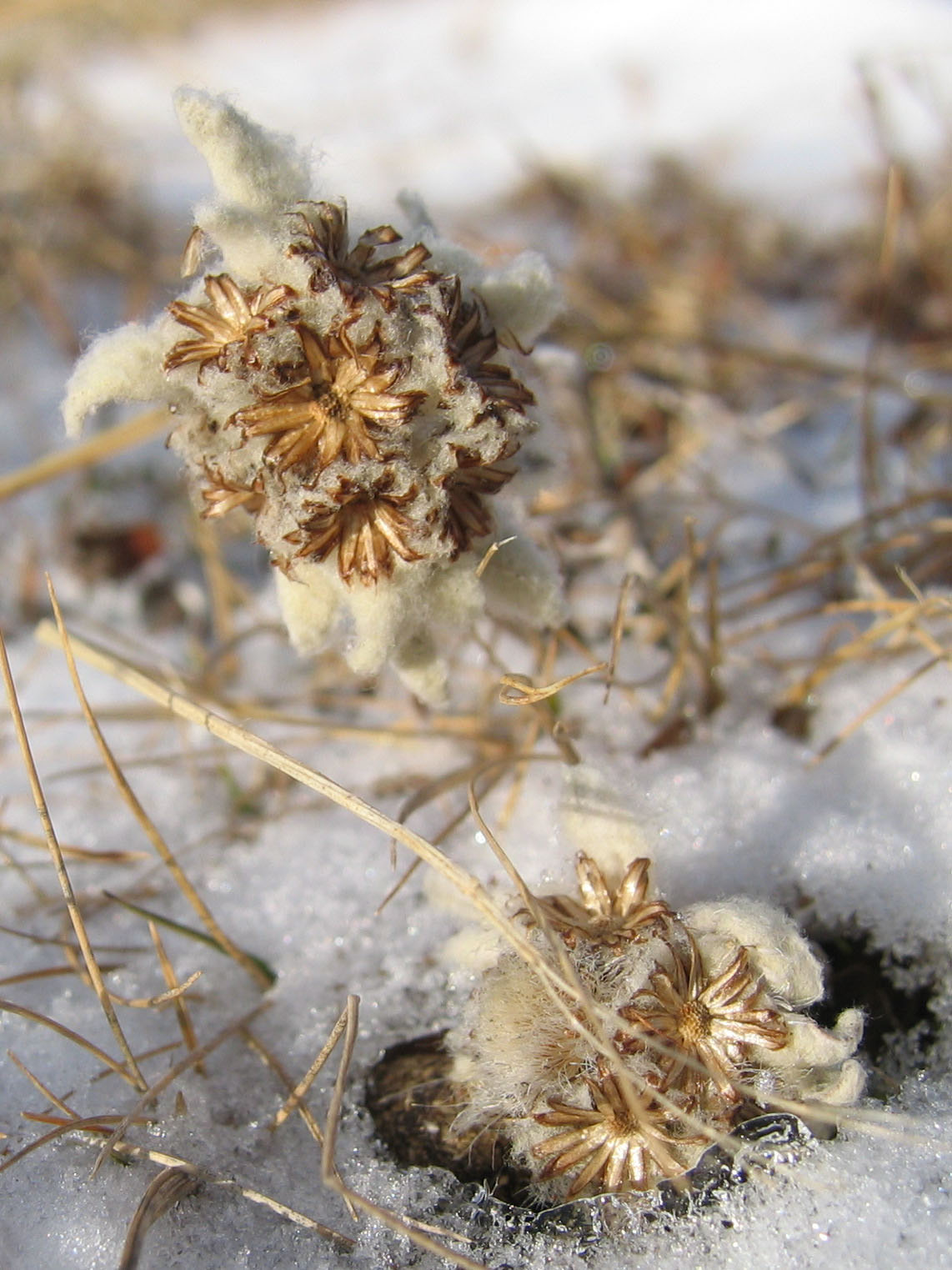
Fruchtstand im Dezember

Beim Alpen-Edelweiß handelt es sich um einen Hemikryptophyten.
Die Achänen werden als Schirmchenflieger ausgebreitet; bei Nässe können sie auch an Tieren anhaften.
Die scheinbare Blüte ist ein Blütenstand, nur eine Scheinblüte (Pseudanthium). Die Schaufunktion entsteht durch die dicht weißfilzigen Hochblätter. Die eigentlichen Blüten sitzen zu vielen Hunderten, in einzelne Blütenkörbe organisiert, inmitten des Sterns beisammen und bilden zusammen mit den Hochblättern eine bestäubungsbiologische Einheit (Superpseudanthium).
Der blendend weiße Schimmer auf den Hochblättern entsteht dadurch, dass tausende kleine Luftbläschen an dem vielfach durcheinander gewirkten, krausen Haar das einfallende Licht reflektieren. Dies dient als Signal für nektarsuchende Insekten, als Verdunstungsschutz und als Schutz vor Wärmeverlust. Die Arbeitsgruppe um den belgischen Physiker Jean-Pol Vigneron der Universität Notre-Dame de la Paix in Namur hatte 2007 herausgefunden, dass die Haare selbst aus parallelen Fasern mit 0,18 Mikrometern Durchmesser bestehen, was in der Größenordnung der Wellenlänge der UV-Strahlung liegt und zu deren Absorption führt. Das übrige Licht wird jedoch hindurchgelassen, sodass die Pflanze Photosynthese betreiben kann.
Bestäuber sind vor allem Fliegen sowie Hautflügler, Falter und Käfer. Die Scheinblüte bleibt bis in den Winter hinein erhalten.

## Vorkommen

### Verbreitungsgebiet
Während das Gewöhnliche Alpen-Edelweiß (Leontopodium nivale subsp. alpinum) autochthon in den Alpen, im Jura, den Karpaten, besonders in Rumänien, im nördlichen Balkan und im nördlichen Apennin und in den Pyrenäen verbreitet ist, kommt das Weiße Alpen-Edelweiß (Leontopodium nivale subsp. nivale) auf kleine lokale Gebiete verteilt in den Abruzzen, im Dinarischen Gebirge und im Pirin-Gebirge vor.

### Ansalbungsstandorte
Seit dem 19. Jahrhundert fanden viele Liebhaber der Botanik Freude daran, die Natur durch Pflanzen zu bereichern, die sie von Reisen mitbrachten (sogenannte Ansalbung). Zu diesen Pflanzenarten zählt auch das Edelweiß, das auf Felsstandorten mancher Mittelgebirge ausgebracht wurde und dort gelegentlich noch zu finden ist.
Aus Sicht der Invasionsbiologie und des Naturschutzes wird dieses Verhalten kritisch bewertet. Nach § 40 des Bundesnaturschutzgesetzes sind alle solchen Ansalbungen genehmigungspflichtig.

### Lebensraum

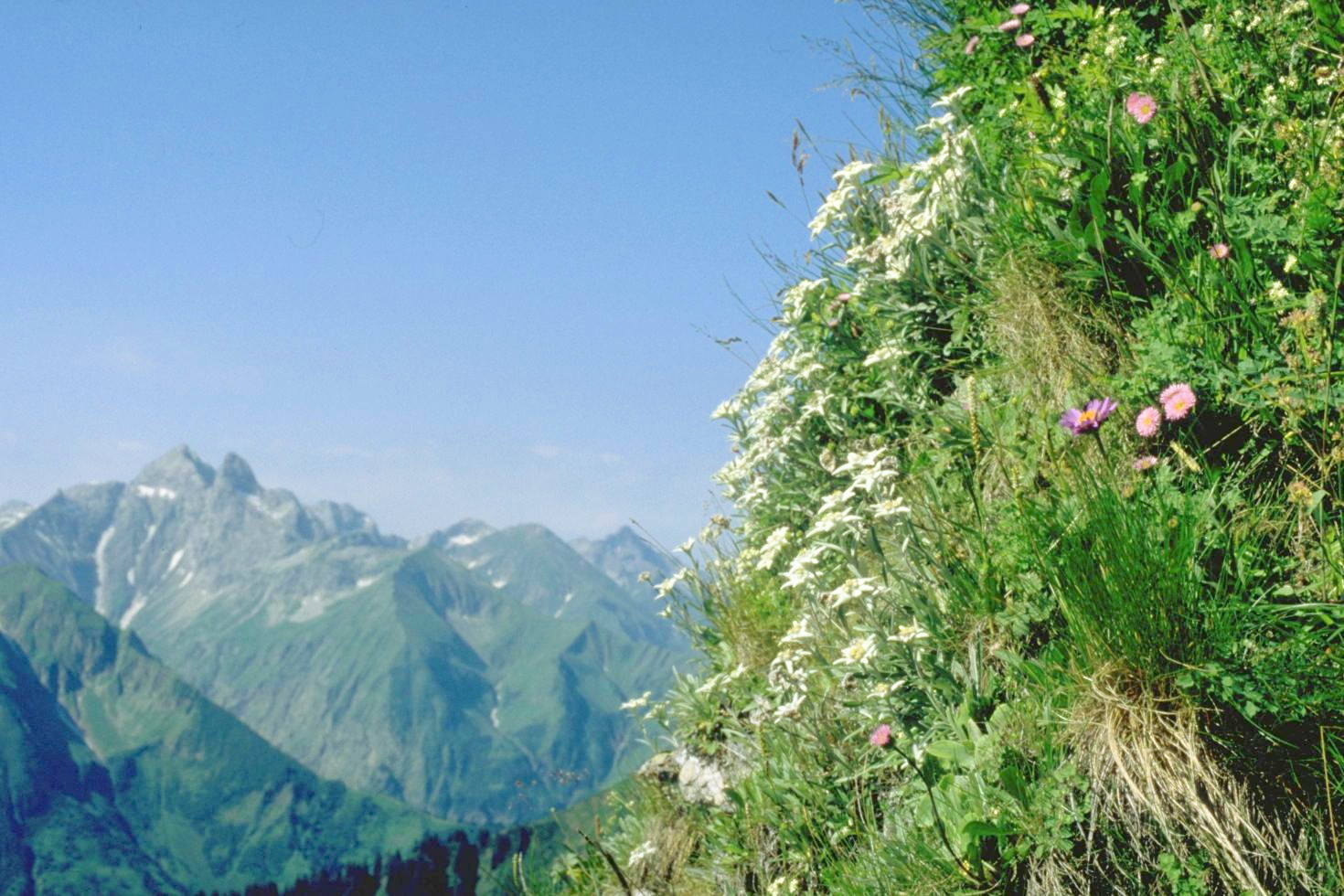
Bestand im Habitat

Entgegen weit verbreiteter Ansicht ist das Alpen-Edelweiß keine Steilfels-Pflanze. Zwar besiedelt es auch Felsbänder, aber gemäß seiner ursprünglichen Herkunft aus hochgelegenen Steppengebieten kommt es weit eher in alpinen Rasen vor, insbesondere seit es dank größeren Naturschutzbewusstseins nicht mehr an allen leicht zugänglichen Standorten gepflückt wird. Solche Praxis hatte dazu geführt, dass sich Edelweiß-Bestände fast nur an schwerer zugänglichen Stellen erhalten konnten.
Das Alpen-Edelweiß konnte sich infolge des Schutzes wieder stärker verbreiten und findet sich mittlerweile – neben den Vorkommen auf Kalksteinfelsen – auch wieder auf steinigen Wiesen und Rasen sowie – seltener – auf Almwiesen, ist ungleichmäßig verteilt und bevorzugt felsige Kalksteinumgebung auf Höhenlagen von 1800 bis 3000 Metern. Es zeigt eine Präferenz für kieselsäurehaltige Standorte, auch auf Kalk, wo es Chertknollen anzeigt. Die sehr üppigen Vorkommen z. B. im Allgäu an der Höfats sind auf kieselsäurehaltigen Hornsteinkalken lokalisiert.
Das Alpen-Edelweiß ist eine schwache Charakterart des Blaugras-Horstseggenrasen Seslerio-Caricetum sempervirentis.
Die ökologischen Zeigerwerte nach Landolt et al. 2010 sind in der Schweiz: Feuchtezahl F = 2 (mäßig trocken), Lichtzahl L = 4 (hell), Reaktionszahl R = 4 (neutral bis basisch), Temperaturzahl T = 1+ (unter-alpin, supra-subalpin und ober-subalpin), Nährstoffzahl N = 2 (nährstoffarm), Kontinentalitätszahl K = 4 (subkontinental).

### Vegetationsgeschichte
Das Alpen-Edelweiß ist „nach der letzten eiszeitlichen Kaltzeit aus den Hochsteppen Zentralasiens“ in die Alpen „eingewandert“. Damals waren die Alpen vegetationsfrei und steppenähnlich, denn der Eispanzer, der die meisten Berge bedeckt hatte, war gerade erst abgeschmolzen. Verwandte des Alpen-Edelweißes kommen in hochgelegenen Steppengebieten Innerasiens und in Ostasien vor.

### Gefährdung und Schutz
Das Alpen-Edelweiß gilt in Deutschland als stark gefährdet, als Ursachen gelten in Deutschland v. a. das Betreten und Befahren der Standorte, früher vor allem das teils gewerbsmäßige Pflücken. Als ein Beispiel für gelungenen Schutz eines Vorkommens kann der Bestand an der Höfats in den Allgäuer Alpen aufgeführt werden. Dort wurden die vor allem in der Inflationszeit durch übermäßiges Pflücken stark zurückgehenden Restvorkommen des dort vorkommenden, bereits damals geschützten Alpen-Edelweiß durch die Allgäuer Bergwacht von 1935 bis 2007 zur Blütezeit bewacht. Hierzu hatte sie eigens ein Zelt und später eine Biwakschachtel errichtet. Heute haben sich dort die Bestände erholt und das Naturschutzbewusstsein der Berggänger ist größer geworden, sodass die Bewachung nicht mehr erforderlich ist.
In der Schweiz steht das Alpen-Edelweiß in allen Kantonen unter Naturschutz und darf nicht gepflückt werden, auch wenn es heute in der Schweiz nicht mehr als gefährdet gilt.
In Österreich wurde das Edelweiß bereits 1886 unter Naturschutz gestellt, viele Jahrzehnte vor allen anderen seltenen und gefährdeten Pflanzenarten. Durch das Aufkommen des Tourismus in den Alpen war es wegen seiner zahlreichen Mythen rasch zu einem begehrten und haltbaren Souvenir geworden. In Österreich befindet sich die Pflanze nur in Kärnten in der Roten Liste (wegen der Attraktivität hier potentiell gefährdet). In Österreich ist das Edelweiß aber auch heute noch in den Bundesländern Salzburg, Kärnten, Vorarlberg, Oberösterreich und Tirol vollkommen geschützt, in der Steiermark teilweise und in Niederösterreich ist es als pflückgefährdet eingestuft.

## Systematik

### Taxonomie und botanische Geschichte
Die seit den frühesten Tagen der Botanik bekannte Pflanzenart wurde von Carl von Linné 1753 als Gnaphalium leontopodium erstveröffentlicht, später (1763) von ihm selbst als Filago leontopodium (L.) L. in die Gattung Filago transferiert. Im Jahr 1819 stellte Alexandre Henri Gabriel de Cassini die Gattung Leontopodium neu auf, wobei er den Namen seinem Kollegen Robert Brown zuschrieb, Typusart war Filago leontopodium. Cassini versäumte es, in der Arbeit einen neuen Artnamen zu vergeben. Da das Tautonym "Leontopodium leontopodium" nach den Regeln der botanischen Nomenklatur nicht zulässig ist, akzeptierten die meisten Autoren die neue Namensvergabe durch Cassini drei Jahre später im von Frédéric Cuvier herausgegebenen Dictionnaire des sciences naturelles (...). Formal war demnach der Name 1822 als Leontopodium alpinum Cass. neu eingeführt worden.
Allerdings hatte schon 1811 der italienische Botaniker Michele Tenore eine Art Gnaphalium nivale erstbeschrieben. Typlokalität waren die Berge des Königreichs Neapel, also der Apennin. Spätere Botaniker hatten die auf dem Apennin und den Gebirgen des Balkan wachsende Form meist als nicht spezifisch verschieden von der Linné’schen Art angesehen, teilweise als bloße Varietät Leontopodium alpinum var. nivale De Candolle. In der 1928 durch den österreichischen Botaniker Heinrich von Handel-Mazzetti veröffentlichten Monographie der Gattung Leontopodium stellte dieser Tenores Art als Leontopodium nivale (Ten.) Huet. in die Gattung Leontopodium, wobei er den Namen dem französischen Botaniker Alfred Huet du Pavillon zuschreibt, wobei der Name durch ihn validiert wurde, woraus sich die Form Leontopodium nivale (Ten.) A.Huet ex Hand.-Mazz. ergibt. Nach Handel-Mazzetti gab es so zwei europäische Arten, Leontopodium alpinum und Leontopodium nivale, die er in einer Sektion Alpina in der Gattung Leontopodium vereinte. Spätere Botaniker betrachteten beide Sippen entweder als getrennte Arten, als Unterarten einer einzigen Art oder selten sogar nur als Lokalpopulationen. Die Untersuchung anhand genetischen Materials erwies die nahe Verwandtschaft, ließ aber beide Möglichkeiten offen. Später setzte sich allgemein die Ansicht durch, dass es sich um Unterarten handelt.
Wenn allerdings beide Sippen zur selben Art gehören, ist der Name Leontopodium nivale (eingeführt 1811 durch Tenore) älter als Leontopodium alpinum (eingeführt erst 1822 durch Cassini). Nach den Nomenklaturregeln gilt aber das Prioritätsprinzip, wobei immer der älteste valide Name verwendet werden muss. Dies veranlasste den Botaniker Werner Greuter, 2003 den lange eingeführten und bekannten Namen des Alpen-Edelweiß zu Leontopodium nivale subsp. alpinum (Cass.) Greuter auch formal umzukombinieren.

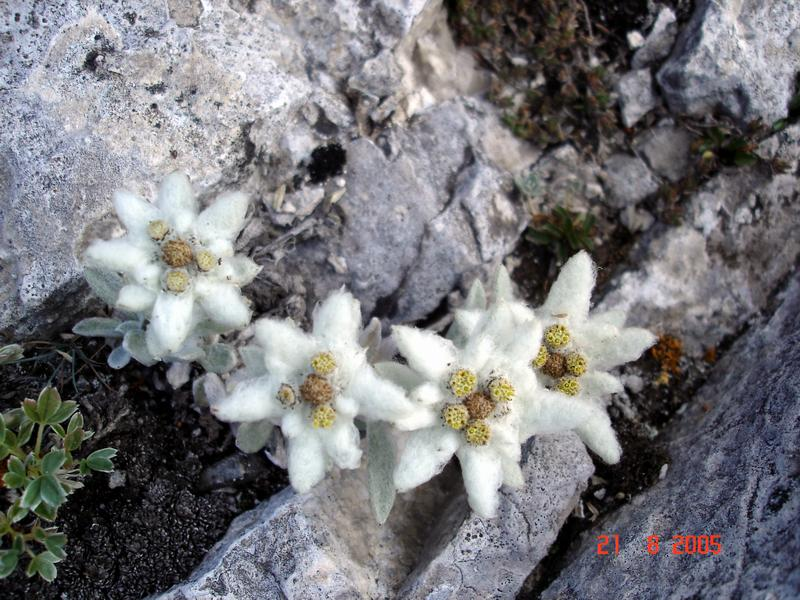
Leontopodium nivale subsp. nivale von Bulgarien

### Unterarten und ihre Verbreitung
Von der Art Leontopodium nivale gibt es je nach Autor etwa zwei Unterarten:
- Gewöhnliches Alpen-Edelweiß (Leontopodium nivale subsp. alpinum (Cass.) Greuter): Es kommt in Spanien, Frankreich, Italien, Deutschland, in der Schweiz, Liechtenstein, Österreich, Slowenien, Serbien, Kroatien, Bosnien-Herzegowina, Montenegro, Albanien, Bulgarien, Polen, in der Slowakei, in Rumänien und in der Ukraine vor.[12]
- Weißes Alpen-Edelweiß (Leontopodium nivale (Ten.) A.Huet ex Hand.-Mazz. subsp. nivale): Es kommt in Italien, Serbien, Montenegro und in Bulgarien vor.[12][13]

### Namensherkunft
Der botanische Gattungsname Leontopodium leitet sich von den griechischen Wörtern leon für Löwe und podion für Füßchen ab, dies bezieht sich auf die charakteristische dichtfilzige, weiße Behaarung und der Form der Hochblätter. Das Artepitheton nivale bezieht sich auf die alpine Stufe (von lateinischen Wort nivalis das „schneeig“ bedeutet).

## Trivialnamen
Weitere Trivialnamen sind Wollblume, Bauchwehbleamerl, Irlweiß, Almsterndl, Federweiß, selten auch Silberstern und Wülblume (in der Schweiz). Auf romanisch [vierte schweizerische Landessprache, neben deutsch und italienisch im Kanton Graubünden gesprochen und geschrieben] heißt Leontopodium nivale «Alvetern» (alv = weiß, etern = ewig): das spiegelt die Besonderheit, dass die weißen Blütenstände bis in den Winter hinein überdauern.

## Nutzung
In Gärtnereien gibt es neben aus Alpen-Edelweiß gezüchteten Sorten auch aus dem Himalaja stammende Arten und Hybriden, die bei richtiger Kultivierung auch im Tiefland ihre weiße Farbe behalten können. Sie unterliegen dort allerdings an zu nährstoffreichen und schattigen Standorten der Gefahr, weniger kompakt zu werden und zu vergrünen. Das Alpen-Edelweiß wurde bereits traditionell als Heilkraut genutzt und mit Milch und Honig gekocht gegen Bauchschmerzen verwendet. Diese Nutzung hat sich auch in dem bayerischen Volksnamen „Bauchwehbleaml“ (Bauchwehblümchen) niedergeschlagen. Auch wurde es von den Bergbewohnern als haltbare Blume („ewige Blume“) bei Trockensträußen genutzt. Einen größeren Bekanntheitsgrad hatte die Blume vor der Mitte des 19. Jahrhunderts aber nicht.
Aus dem schweizerischen Delsberg wird ein Instantprodukt als isotonisches, entzündungshemmendes Getränk mit Edelweißextrakt vertrieben. Extrakte aus den Blättern des Alpen-Edelweiß finden darüber hinaus auf Grund des hohen Gehaltes an Antioxidanzien Anwendung in der Kosmetik als Feuchtigkeitspflege und UV-Schutz für Anti-Aging-Produkte und Sonnencremes. Edelweiß wird daher in den Schweizer Alpen landwirtschaftlich kultiviert und gibt es auch als Zusatz in Bier, Tee und Likör.

## Edelweiß als Symbol

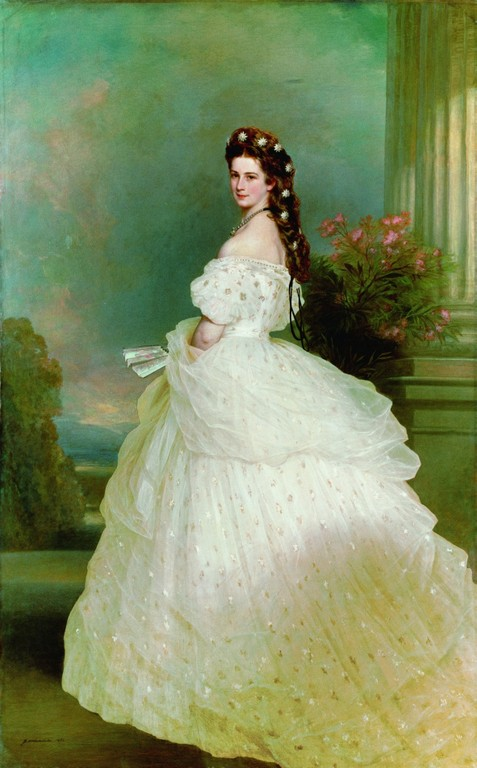
Kaiserin Elisabeth von Österreich-Ungarn trägt die sogenannten Edelweiß-Sterne.
Gemälde: Franz Xaver Winterhalter

Die Leidenschaft für das bis dahin eher unbeachtete Edelweiß begann Mitte des 19. Jahrhunderts. Im Zentrum dazu steht eine Begebenheit aus dem Jahr 1856, als der österreichische Kaiser Franz Joseph I. mit seiner Gattin Elisabeth eine Bergwanderung zum Pasterzengletscher am Großglockner unternahm. Dort pflückte der Kaiser seiner Frau ein im steilen Fels stehendes Edelweiß mit den Worten „Das erste in meinem Leben, das ich selbst gepflückt“. Die Zuneigung zum Edelweiß war eine Gemeinsamkeit des berühmten Paares und diese bekanntgewordene Geschichte förderte die Aufmerksamkeit der Menschen zu dieser Alpenpflanze.
Bekannt wurde die Pflanze dann auch als Symbol der österreichischen Kaiserin Elisabeth. Ein 1865 gemaltes Porträt des Malers Franz Xaver Winterhalter zeigt die Kaiserin Elisabeth mit neun in ihr Haar geflochtenen künstlichen Edelweiß-Sternen. Der Schmuck aus Edelmetall und Diamanten wurde in den Jahren nach 1850 vom damaligen Hof- und Kammerjuwelier Alexander Emanuel Köchert entworfen und gestaltet. Um die alpine Pflanze ranken sich in der k. u. k. Monarchie mit der zunehmenden Verehrung der Kaiserin Sisi immer mehr romantische Mythen. Nur verwegenen Kletterern gelänge es, ein Edelweiß zu pflücken.
Mit dem aufkommenden Bergtourismus am Ende des 19. Jahrhunderts wurde das Edelweiß dann zum Abzeichen und Symbol der Alpinisten und Bergsteiger. Um ein Aussterben der oft gepflückten symbolträchtigen Art zu verhindern, wurde sie schon früh unter Naturschutz gestellt. Bald wurde das Edelweiß als Symbol ins Logo von zahlreichen alpinen Vereinen und Verbänden übernommen. Gerade in der Österreichisch-Ungarischen Armee wurde die symbolhafte Beziehung zwischen trutziger, genügsamer und widerstandsfähiger Alpenpflanze beziehungsweise geforderter Ausdauer, Gewandtheit und Schneid der alpinen Truppen erkannt und betont sowie vielfach durch Abzeichen und Bezeichnungen gefördert.

### Deutschland
- Signet des Deutschen Alpenvereins
- Als das Deutsche Alpenkorps Mitte Oktober 1915 von der inzwischen gefestigten Tiroler Front zum Einsatz nach Serbien abrückte, wurde ihm das Edelweiß-Abzeichen der österreichischen Gebirgstruppe durch den Kommandierenden General der österreichischen Südwestfront, Erzherzog Eugen, im Hotel Elefant in Brixen als Anerkennung seiner Leistung zur Abwehr der italienischen Offensiven im österreichisch-ungarischen Alpenraum zuerkannt. Seitdem tragen Angehörige aller deutschen Gebirgstruppen dieses Emblem an der Mütze, allerdings anders als in Österreich mit dem Stiel nach vorne.
- Symbol des Freikorps Oberland. Peter Diem sieht eine gewisse „Nachbarschaft zum Hakenkreuz, das vor der Machtübernahme Hitlers die Stahlhelme […] deutscher Freikorps zierte.“[23]
- Erkennungszeichen der 1. Gebirgs-Division der Wehrmacht, die auch als Edelweiß-Division bekannt war und von Adolf Hitler als „seine Garde-Division“ bezeichnet wurde.[23]
- Zeichen des antifaschistischen Widerstandes Edelweißpiraten
- Bergmützenabzeichen und Ärmelabzeichen der Gebirgsjägertruppe der Bundeswehr
- im Heeresbergführerabzeichen der Bundeswehr
- Zeichen der Bergwacht mit Ausnahme der Bergwacht Schwarzwald
- Funkrufname der bayerischen Polizeihubschrauber (fortlaufend nummeriert)
- Unternehmenslogo der Edelweißbrauerei Farny

### Österreich

Verbandsabzeichen der 6. Jägerbrigade

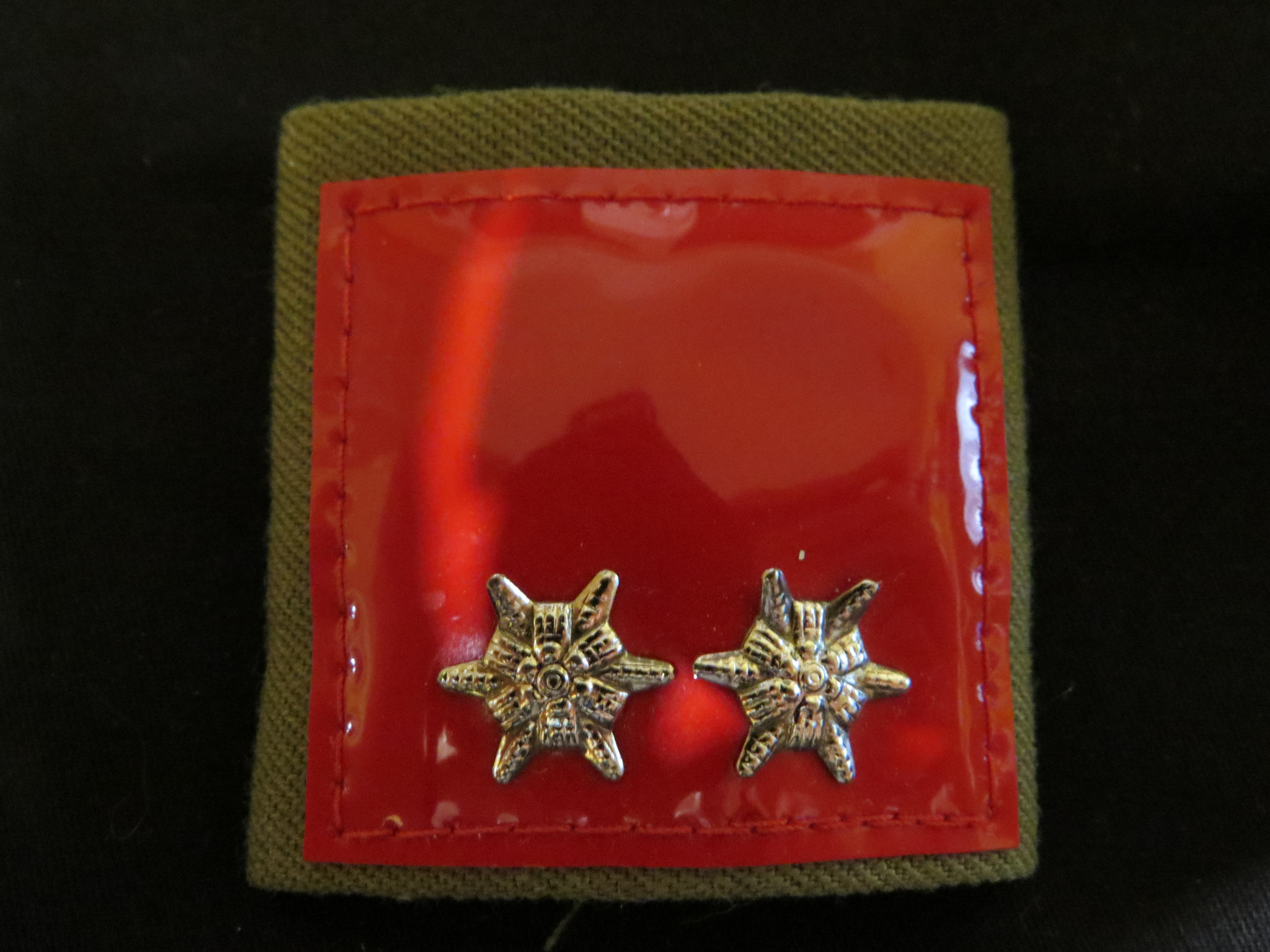
Dienstgradschlaufe der Feuerwehren in Österreich mit Edelweiß, um 1990

- Der alpine Korbblütler findet sich im Signet des Österreichischen Alpenvereines und verschiedener anderer alpiner Vereine.
- Das Alpen-Edelweiß wurde 1907 von Kaiser Franz Joseph den zur Verwendung im Gebirge bestimmten Truppen (drei Regimenter) der Österreichisch-Ungarischen Armee als Abzeichen zugewiesen. Es wurde am Kragen des Uniformrockes getragen.
- Es gab vor 1918 zusätzlich unzählige Edelweiß-Abzeichen in der habsburgischen Armee. Dazu zählt beispielsweise die Militärbergführer-Auszeichnung (Eispickel mit Edelweiß und gewundenem Bergseil), Edelweiß-Emblems an Kragen und Kappe oder Abzeichen von alpinen Streifkompanien. Von vielen alpinen Einheiten, Kommandos und Soldaten wurden stolz auch inoffizielle Edelweiß-Abzeichen getragen.
- Auch bei der Truppenkörperbezeichnung spielte das Edelweiß eine Rolle, welche auch die besondere Beziehung zur Bergwelt widerspiegelte. Neben dem Edelweiß-Korps (k.u.k. XIV. Korps) des Erzherzogs Joseph Ferdinand wurde im Verlauf des Ersten Weltkrieges auch eine Edelweiß-Division formiert. Sie bestand im Wesentlichen aus Kaiserjägern des 3. und 4. Regimentes, dem Salzburger Infanterieregiment Erzherzog Rainer Nr. 59 und dem oberösterreichischen Infanterieregiment Großherzog von Hessen und bei Rhein Nr. 14.
- Aus Metall auf den Feldkappen des österreichischen Bundesheeres (heute nur noch auf der Kampfanzugkappe leicht für Soldaten der 6. Jägerbrigade und Angehörige des Gebirgskampfzentrums zum Anzug 03, sowie auf der Gebirgskappe der Ausgangsuniform).
- Verbandsabzeichen der 6. Jägerbrigade.
- Als Verwendungsabzeichen für Soldaten mit absolvierter Heeresbergführer-Ausbildung.
- Auf der Zwei-Cent-Münze der österreichischen Euromünzen, vor deren Einführung auf dem österreichischen Schilling (Ein-Schilling-Münze)
- Brandzeichen für den Haflinger und Noriker
- Im Signet des Bergrettungsdienstes Österreich
- Die österreichische Post brachte am 19. Juli 2005 als erste gestickte Briefmarke Österreichs „Edelweiß“ heraus,[24] limitiert auf 400.000 Stück. Die Briefmarke hat einen Nennwert von 375 Cent, besteht aus Stoff und zeigt auf grünem, kurz gefransten Untergrund ein mit weißem Faden gesticktes Edelweiß.[25] Die Vorarlberger Stickerei Hämmerle & Vogel stickte das Motiv zunächst auf ein wasserlösliches Acetat-Gewebe und wusch es dann aus, so dass nur das gestickte Muster übrig blieb.[26]
- Bei der Angelobung zum Nationalrat am 9. November 2017 trugen die Abgeordneten der FPÖ anstelle der umstrittenen Kornblume[27] Edelweiß am Revers. Dieses stehe laut dem damaligen FPÖ-Chef Strache für Mut, Tapferkeit und Liebe.[28]

### Südtirol
- Listenzeichen der Südtiroler Volkspartei (SVP) und der Vorgängerpartei Deutscher Verband (1919–1926)
- Signet des Alpenvereins Südtirol (AVS)

### Schweiz
- In der Schweizer Armee als Rangabzeichen von Generälen sowie als Truppengattungsabzeichen bei Generalstabsoffizieren.
- Signet von Schweiz Tourismus
- Name und Unternehmenslogo der Linienfluggesellschaft Edelweiss Air
- Abbildung auf dem Fünffrankenstück (Fünfliber)

### Historisch
Die Pflanze wurde in früherer Zeit für Liebeszauber und als Symbol für Liebesbeweis und kühnen Wagemut verwendet. Das Edelweiß diente als Erkennungszeichen der oppositionellen Jugendgruppen der Edelweißpiraten in der Zeit des Nationalsozialismus. Ein Lied mit dem Namen Edelweiß aus dem Spielfilm The Sound of Music (1965) wurde vor allem in Übersee sehr bekannt. Der Film basiert auf dem gleichnamigen Musical von Richard Rodgers und Oscar Hammerstein. Während in Österreich das Lied insgesamt wenig bekannt ist, wird es von Touristen oft als inoffizielle Nationalhymne Österreichs oder andernorts von Touristen auch als altes Volkslied angesehen.

### Sagenhaftes
Gelegentlich finden sich abnorm große Blütensterne (maximal 6 bis 12 Zentimeter Durchmesser), die in der Sagenwelt als zauberkräftige »Edelweißkönige« erscheinen.
Im Comic Asterix bei den Schweizern muss ein Alpen-Edelweiß als Bestandteil eines Heiltrankes für einen vergifteten Quästor gefunden werden.

## Würdigung
- Die Herbal Medicinal Products Platform Austria (HMPPA), eine Vereinigung von Mitarbeitern der pharmazeutischen Institute der Universitäten Graz, Innsbruck und Wien, zeichnete das Alpen-Edelweiß zur Arzneipflanze des Jahres 2019 in Österreich aus.[3][30]

## Filme
- Edelweiß – Star der Alpen. Mythos, Kitsch, Realität. Dokumentarfilm, Österreich, 2009, 42:30 Min., Buch und Regie: Ruth Berry und Wolfgang Beck, Produktion: Looks, Avro, ORF, arte France, Erstsendung: 3. Mai 2009 bei ORF2, Inhaltsangabe von 3sat, (Memento vom 31. Mai 2014 im Webarchiv archive.today).
- Kräuterwelten der Alpen. Dokumentarfilm, Deutschland, 2016, 44:33 Min., Buch und Regie: Bärbel Jäcks, Produktion: Filmquadrat.dok, MDR, SWR, arte, Ushuaïa TV, Reihe: Kräuterwelten, Erstsendung: 19. Januar 2017 bei arte, Inhaltsangabe von MDR, online-Video von 3sat, aufrufbar bis zum 20. April 2022.
 Ab 10:27 Min. – 20:43 Min.: Die Graubündner Drogistin Astrid Thurner beim Anbau und der Verarbeitung von Edelweiß; das Centrum für Chemie und Biomedizin (CCB) an der Universität Innsbruck unter Leitung von Hermann Stuppner bei der Erforschung der Wirkstoffe des Edelweiß;[32] neu ist die Entdeckung von Leoligin, das die Behandlung von Gefäßkrankheiten wirksamer macht.[33]